# 天覧山
天覧山（てんらんざん）は、埼玉県飯能市にある山。標高197m（山頂の看板では195mと記載）。山というよりは丘陵という風情。

## 概要
天覧山は、山麓にある能仁寺に愛宕権現を祀っていたので、もとは愛宕山と呼ばれた。それが時代を下り、江戸時代、5代将軍・綱吉の病気平癒のお礼に、生母・桂昌院が十六羅漢の石仏を奉納したので、羅漢山と呼ばれるようになった。それが1883年4月18日に、山麓で行なわれた近衛兵春季小演習を明治天皇がこの山頂から統監したことにより、天覧山と呼ばれるようになり、行幸記念碑が建てられている。
標高は低いが頂上からの眺望はよく、飯能市街が一望できるのはもちろん、奥武蔵・奥多摩の山々のほか、遠く富士山を望むこともできる。史跡や文化財も点在し、春の桜、初夏のツツジ、秋の紅葉など一年を通じ見るものも多く、老若男女に親しまれている。付近の飯能河原、多峰主山、宮沢湖、巾着田などとあわせたハイキングも楽しい。飯能駅から登り口まで徒歩約20分、バスなら天覧山下バス停から登り口まで徒歩約5分、頂上まではそこから20分程度。
飯能市内の日本酒蔵、五十嵐酒造では主要銘柄名を「天覧山」として販売しており、Tシャツなどのグッズも展開している。

## 自然
ムササビやタヌキなどが生息している。谷戸の湿地帯では、周辺では希少種となったヘイケボタル、ホトケドジョウ、トウキョウサンショウウオなども生息し、地元の団体により環境保護が行われている。
ヤマツツジとサツキの自然交配種と言われる「ハンノウツツジ」が1915年に発見された。ヤマツツジと比べると花期が遅く、サツキと異なり冬になると落葉するなどの特徴がある。
天覧山と多峰主山を結ぶ見返り坂では、1926年、新種の「ハンノウザサ」が発見され、埼玉県指定天然記念物として保護されている（現在ではアズマザサと同一と言われている）。シソ科のオカタツナミソウも日本で初めて天覧山で発見された。
1995年に天覧山と多峯主山周辺で西武鉄道により、72.9ha・2679戸の住宅団地（武蔵丘分譲地・仮称）の建設が計画された。それに伴って多峯主山の南斜面緑地に小中学校と、武蔵丘団地と飯能日高団地とを結ぶ12ｍ幅の道路を建設する計画も起こったが、開発予定地内でオオタカの営巣が確認されたこともあり、住民による反対運動の結果、開発は中止になった。現在も天覧山北側の大部分は西武鉄道が土地を所有している。

## 『ヤマノススメ』の舞台
飯能が舞台の『ヤマノススメ』では作中に何度も登場することから、いわゆる「聖地巡礼」として近年では訪れるファンも多い。天覧山の中段のあずま屋には交流ノートも置かれている。登山道東側にある作中にも登場したコンビニエンスストア・タイムズマート飯能店（2019年末で移転閉店）では、入口にはキャラクターの看板、店内には専用のコーナーがあり、人形や同人誌・交流ノートなどが並び、ファンが集まる場にもなっている。同店では日本酒「天覧山」やグッズも販売していた。

## 付近の寺社・文化施設
- 能仁寺
- 常盤御前（源義経の母）の墓
- 江戸幕府老中・沼田藩主・黒田直邦の墓
- 観音寺
- 諏訪八幡神社
- 飯能市郷土館
- 中央公園 - 桜の名所。鉄腕アトムの銅像が建てられている

## 付近の山川
- 奥武蔵自然歩道
- 多峰主山（とうのすやま、標高271m、常盤平）
- 入間川
- 飯能河原
- 吾妻峡
- 雨乞池

## 関連書物
- 『美しい星』著・三島由紀夫 新潮文庫 ISBN 4101050139
- 『命売ります』著・三島由紀夫 ちくま文庫

## ギャラリー

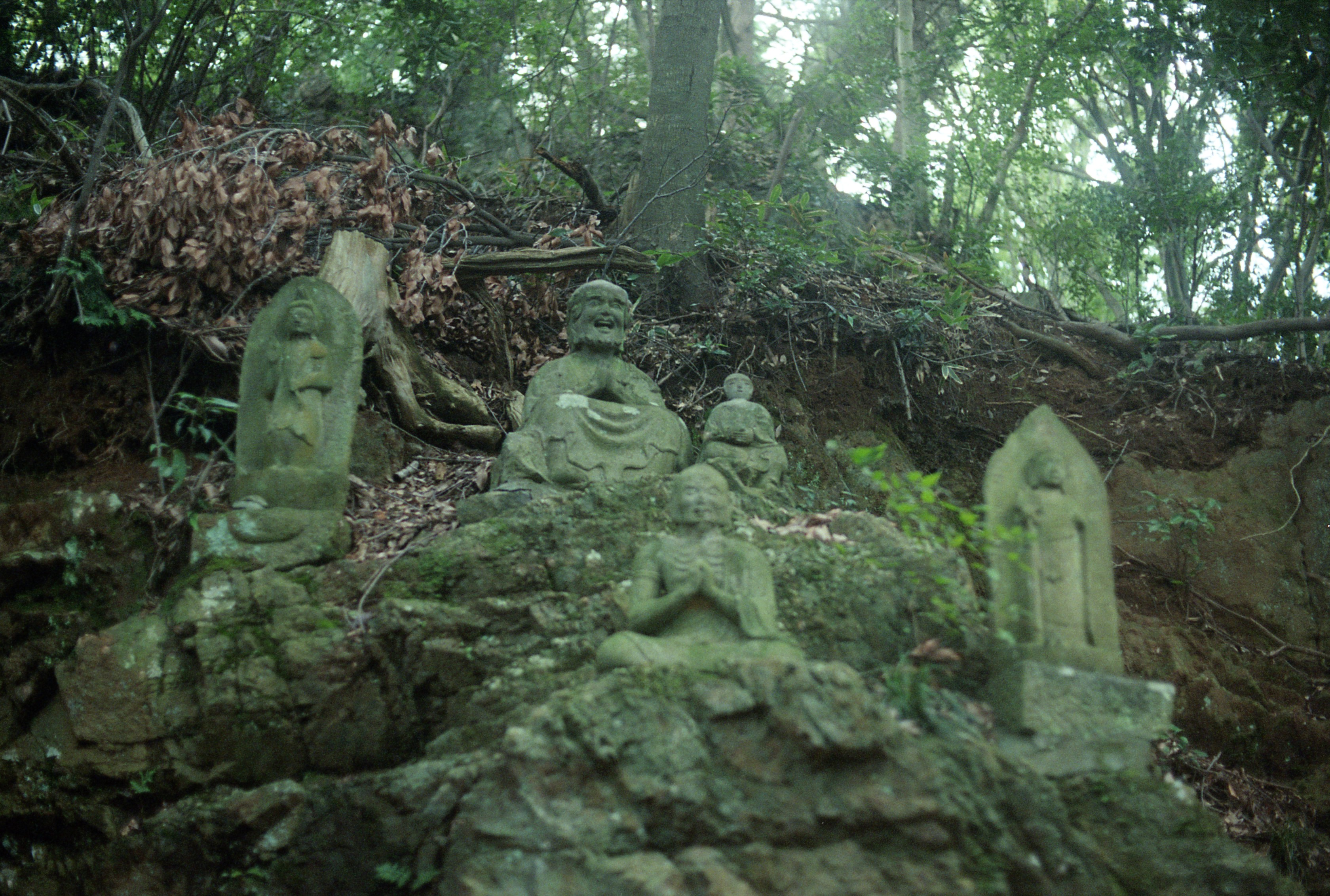
十六羅漢像
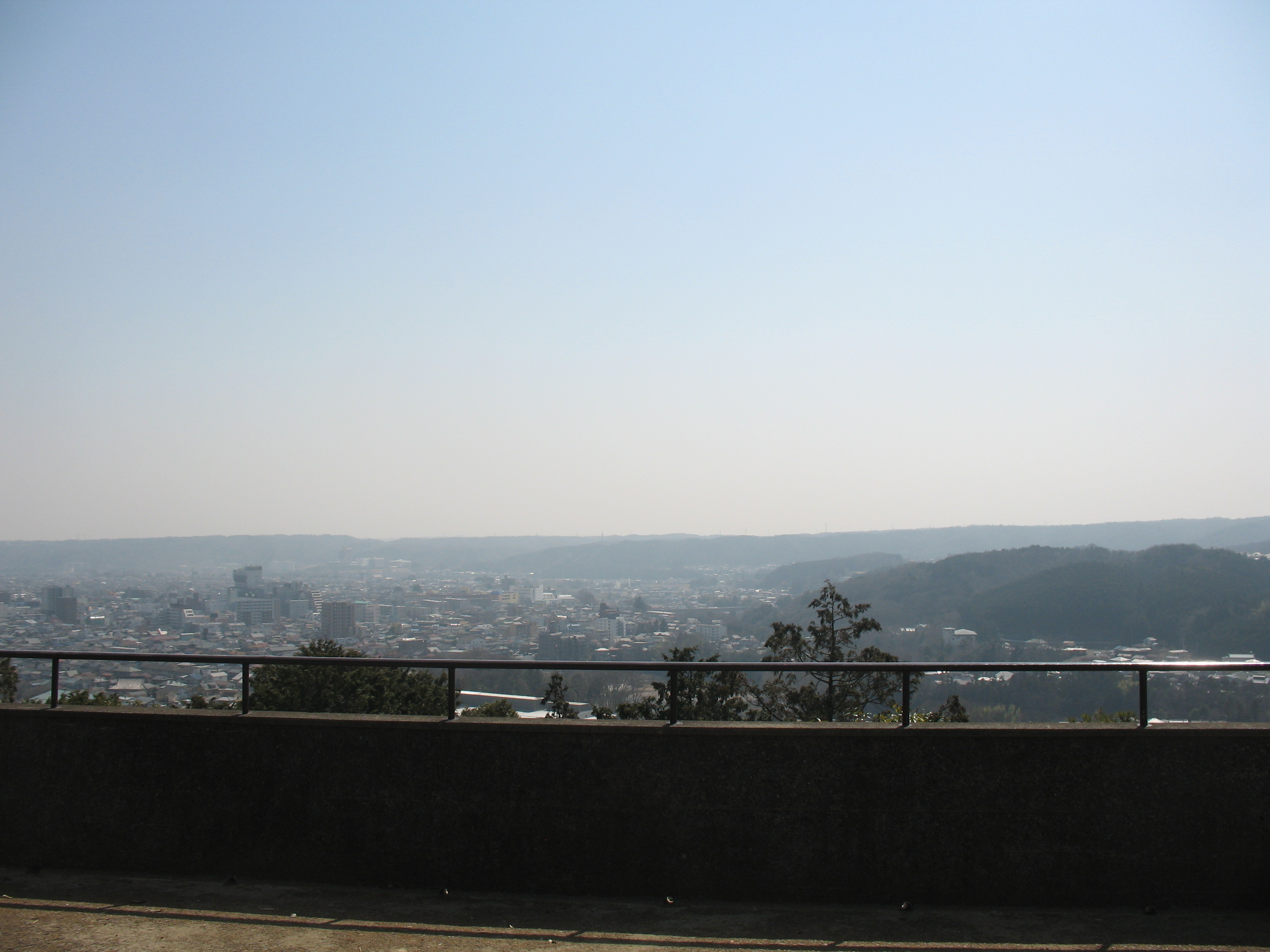
山頂
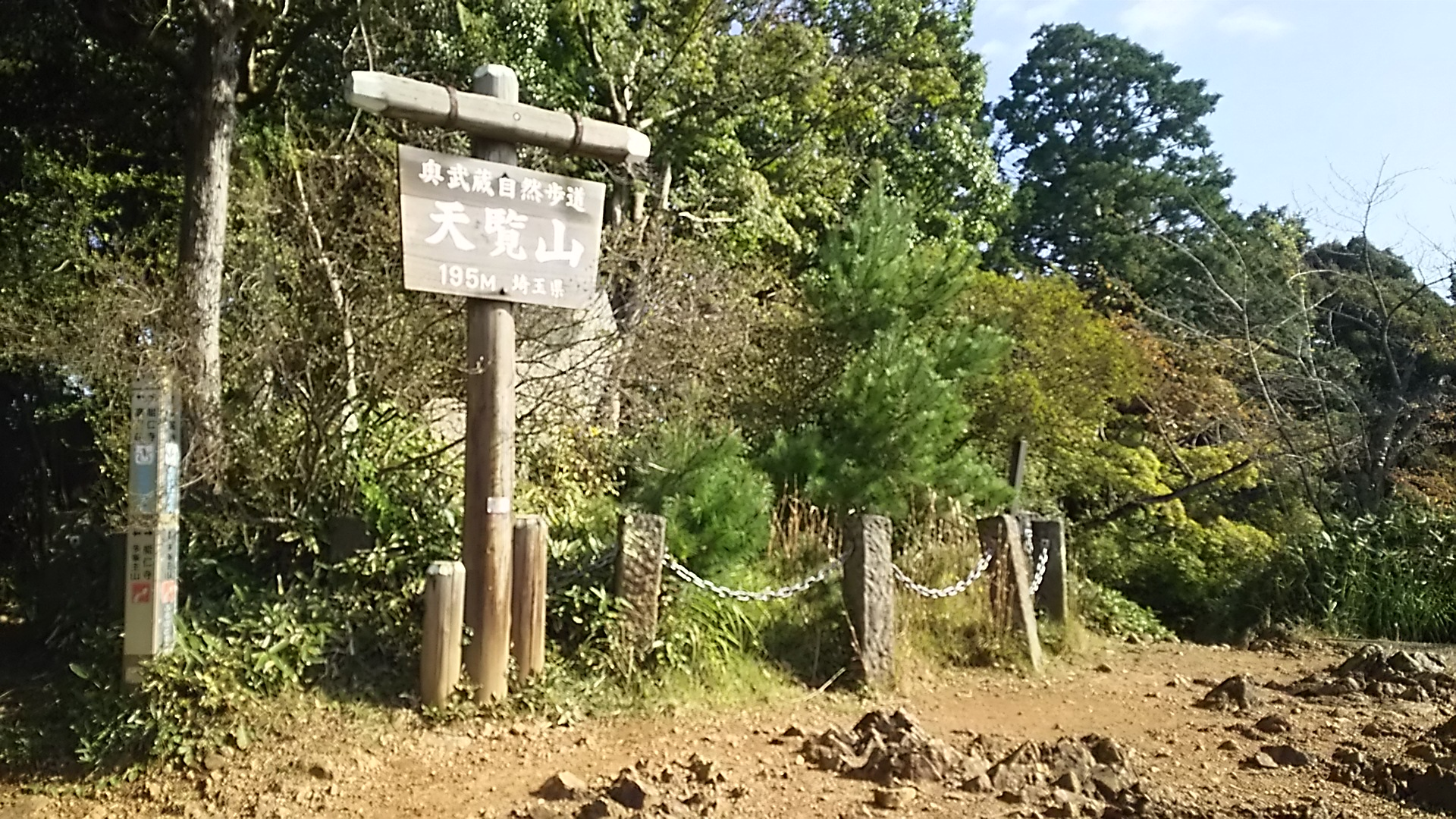
山頂標
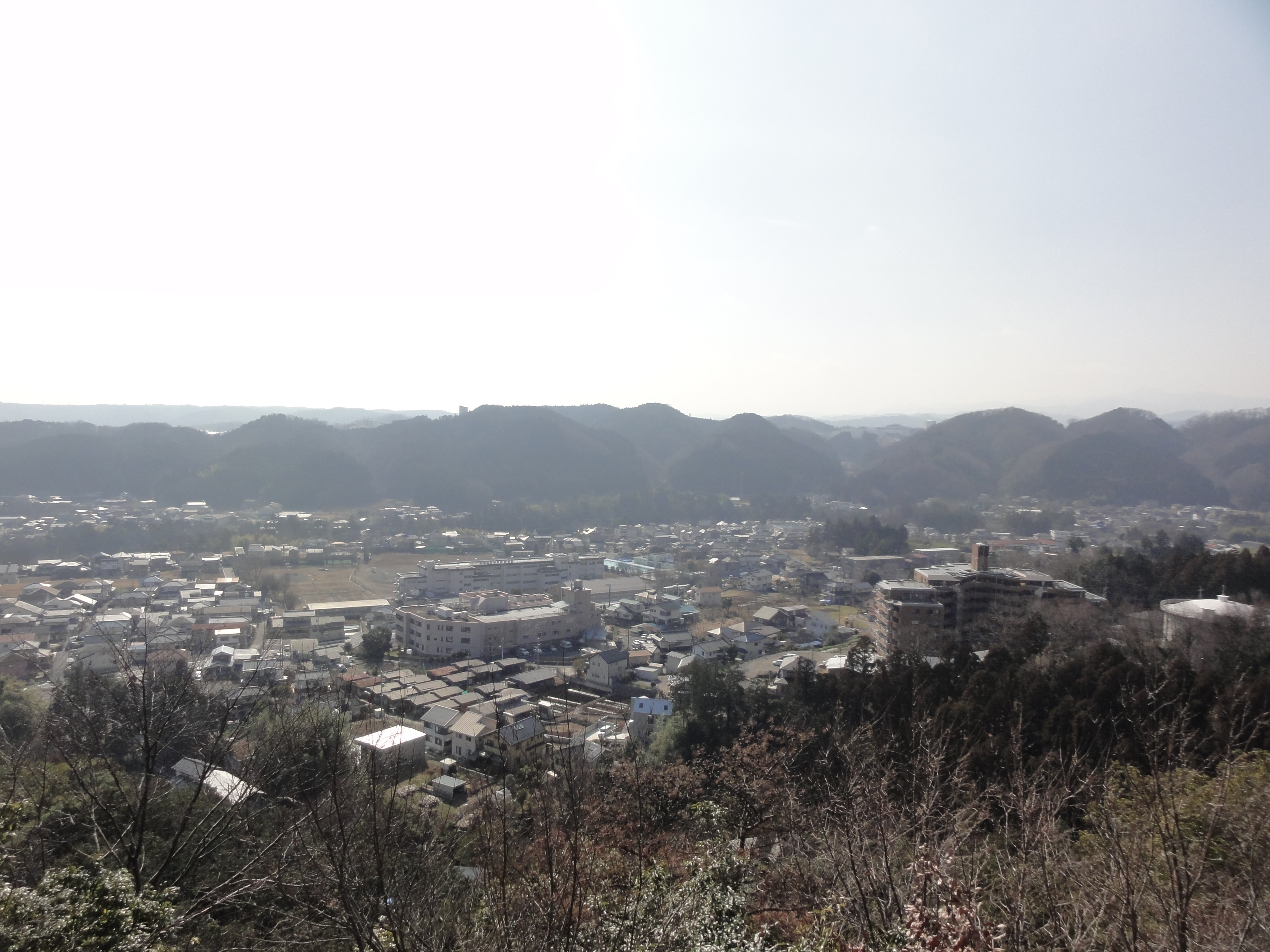
山頂より飯能市街を望む